# Вікальві
Вікальві (італ. Vicalvi) — муніципалітет в Італії, у регіоні Лаціо,  провінція Фрозіноне.
Вікальві розташоване на відстані близько 105 км на схід від Рима, 31 км на схід від Фрозіноне.

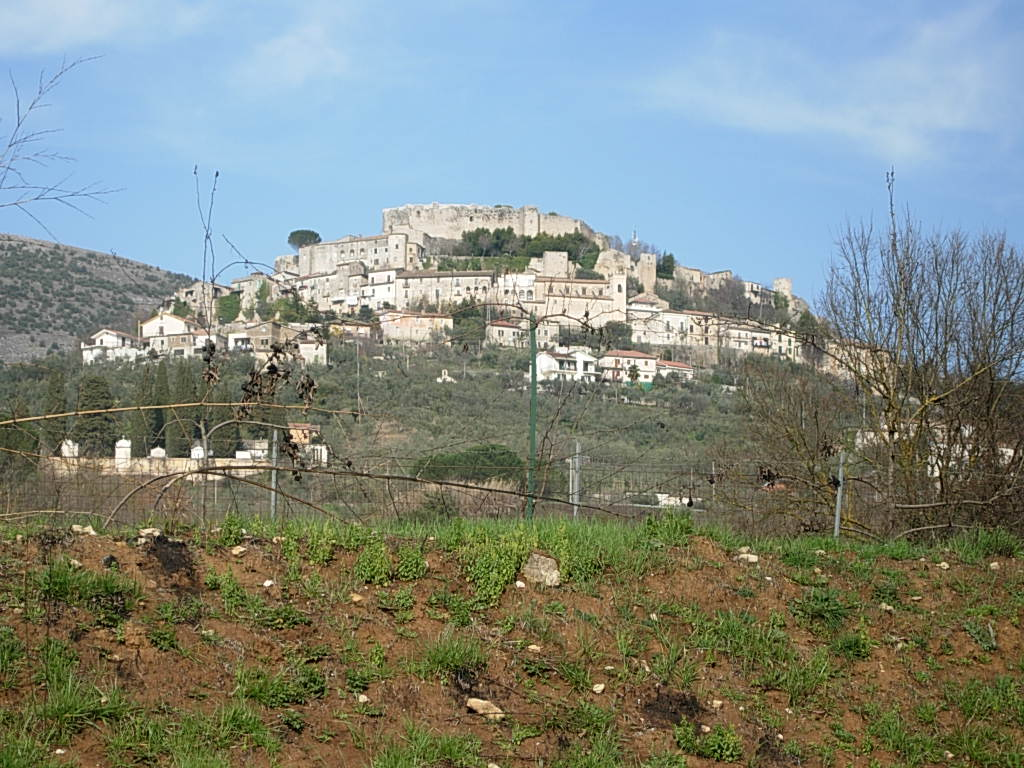

Населення — 787 осіб (2014).

## Демографія
Населення за роками:

Станом на 1 січня 2023 року в муніципалітеті офіційно проживало 11 іноземців з 10 країн, серед них 2 громадяни країн Євросоюзу.

## Сусідні муніципалітети
- Альвіто
- Казальв'єрі
- Фонтек'ярі
- Поста-Фібрено